# Ginástica rítmica nos Jogos Olímpicos de Verão da Juventude de 2010 - Grupo geral
As competições da categoria grupo geral da ginástica rítmica nos Jogos Olímpicos de Verão da Juventude de 2010 foram disputadas nos dias 24 (qualificação) e 25 (final) de agosto no Bishan Sports Hall, em Singapura. Estavam habilitadas para competir apenas as ginastas que não tivessem participado de nenhuma competição sênior, com idade entre 15 e 17 anos.

## Medalhistas
|  | RUS Rússia                                                      |  | EGY Egito                                           |  | CAN Canadá                                                    |
|  | Ksenia Dudkina Olga Ilyina Karolina Sevatyanova Alina Makarenko |  | Farida Eid Jacinthe Eldeeb Manar Elgarf Aicha Niazi |  | Katrina Cameron Melodie Omidi Angelika Reznik Victoria Reznik |

## Equipes
| Equipe        | Integrantes                                                     | Equipe     | Integrantes                                                     |
| ------------- | --------------------------------------------------------------- | ---------- | --------------------------------------------------------------- |
| AUS Austrália | Fotini Panselinos Morgan Turner Soriah MacLean Summer Walker    | EGY Egito  | Farida Eid Jacinthe Eldeeb Manar Elgarf Aicha Niazi             |
| CAN Canadá    | Katrina Cameron Melodie Omidi Angelika Reznik Victoria Reznik   | JPN Japão  | Midori Kahata Momoka Nagai Sara Ogiso Shiho Suzuki              |
| Singapura     | Kwee Peng Sim Miki Erica Nomura Shing Eng Chia Yi Lin Phaan and | RUS Rússia | Ksenia Dudkina Olga Ilyina Karolina Sevatyanova Alina Makarenko |

## Resultados
| Pos.              | Equipe        | Qualificação | Qualificação | Qualificação | Qualificação | Final       | Final       | Final       | Final       |
| Pos.              | Equipe        | Arco         | Fita         | Total        | Pos.         | Arco        | Fita        | Total       | Pos.        |
| ----------------- | ------------- | ------------ | ------------ | ------------ | ------------ | ----------- | ----------- | ----------- | ----------- |
| Medalha de ouro   | RUS Rússia    | 26.450       | 25.800       | 52.250       | 1            | 26.275      | 26.075      | 52.350      | 1           |
| Medalha de prata  | EGY Egito     | 22.375       | 19.275       | 41.650       | 3            | 23.000      | 22.275      | 45.275      | 2           |
| Medalha de bronze | CAN Canadá    | 20.850       | 20.300       | 41.150       | 4            | 21.775      | 21.650      | 43.425      | 3           |
| 4                 | JPN Japão     | 23.000       | 22.900       | 45.900       | 2            | 21.100      | 21.375      | 42.475      | 4           |
| 5                 | Singapura     | 19.600       | 19.550       | 39.150       | 5            | Não avançou | Não avançou | Não avançou | Não avançou |
| 6                 | AUS Austrália | 18.650       | 18.500       | 37.150       | 6            | Não avançou | Não avançou | Não avançou | Não avançou |